# Музей Хорхе Рандо
Музей Хорхе Рандо — первый музей, посвященный экспрессионизму в Испании. Музей  посвящён художнику Хорхе Рандо в нём хранятся его картины, а также проводятся выставки национальных и зарубежных художников, связанных с этой линией. Музей официально был открыт 28 мая 2014 года.

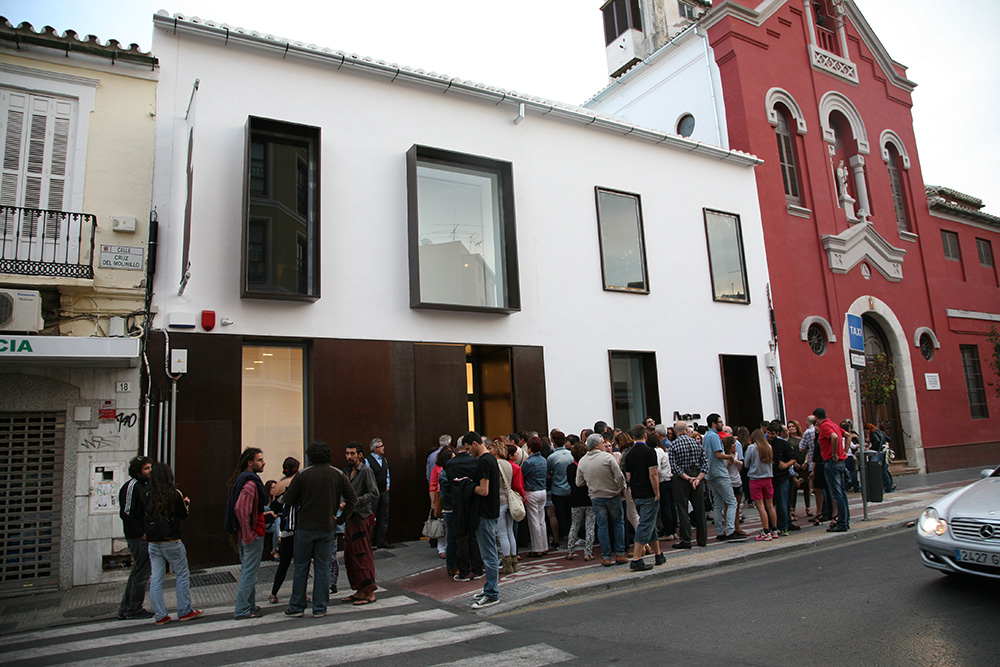
Фасад музея Хорхе Рандо

## Музей
Миссия музея сосредотачивается в изучении и распространении работ Хорхе Рандо, а также в исследовании поэтики экспрессионизма. Экспрессионизм- это артистическое движение, которое является переворотным взносом в современной западной культуре с XIX века до наших дней. В его приоритетах находится изучение и представление разных артистических видов: живопись, скульптура, архитектура, философия, литература, кино или музыка.

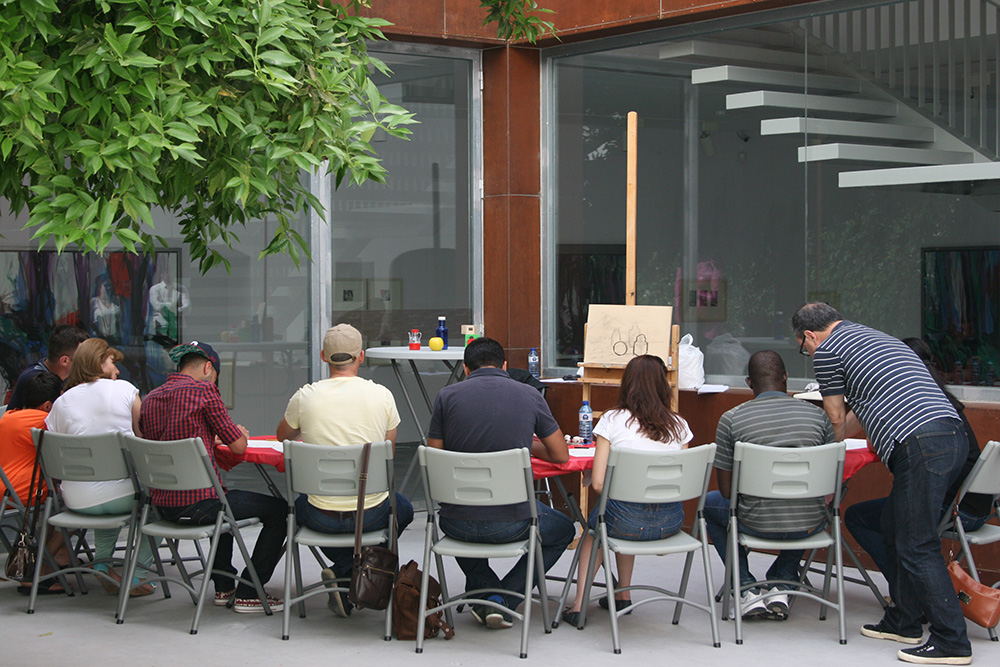
Социальное включение за счёт искусства с CEAR

Музей отражает искусство Хорхе Рандо, создавая культурную философию с его размышлениями. С помощью девиза «двери всегда открытые… чтобы люди входили, а музей выходил» этот музей превратился в организм, который понимает искусство с духовной и гуманитарной перспективы.

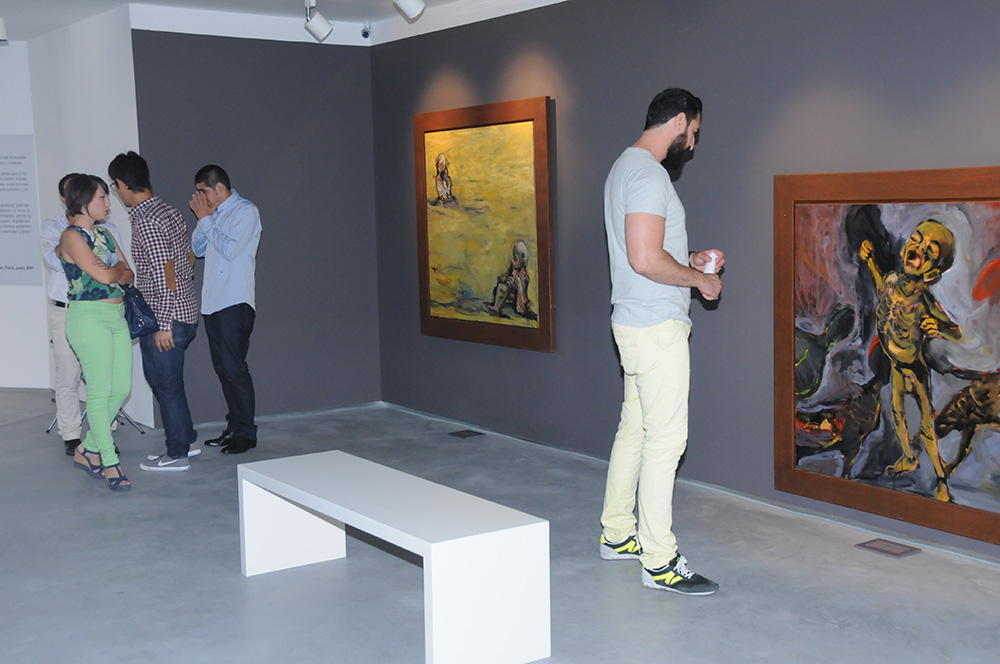
Зал № 4 музея Хорхе Рандо

Вход, экскурсия по музею и мероприятие бесплатно.

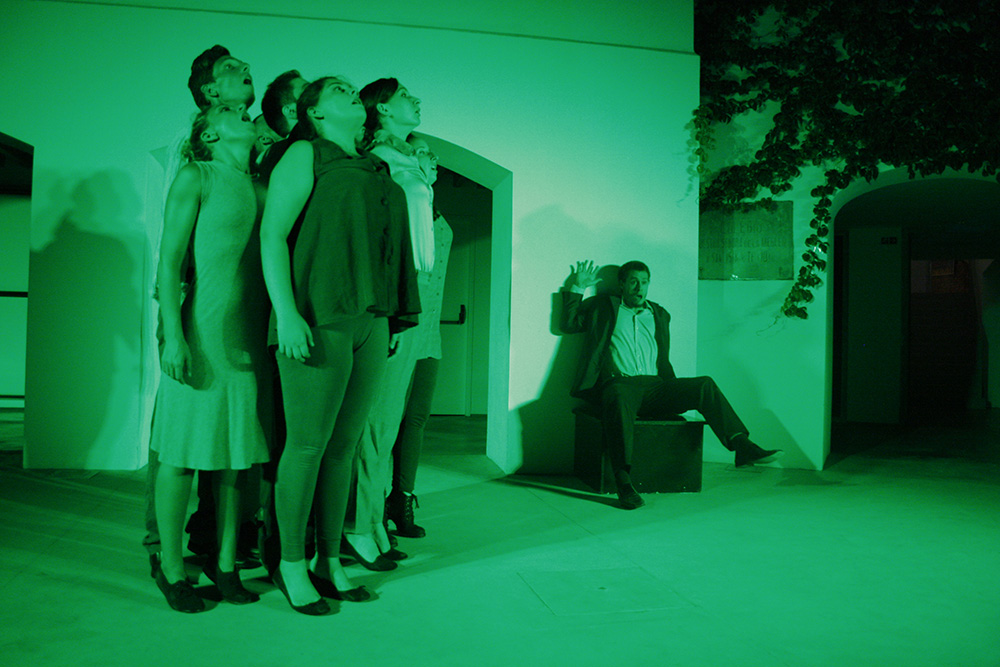
Изображение театральной пьесы «Personne»(цикл литературы)

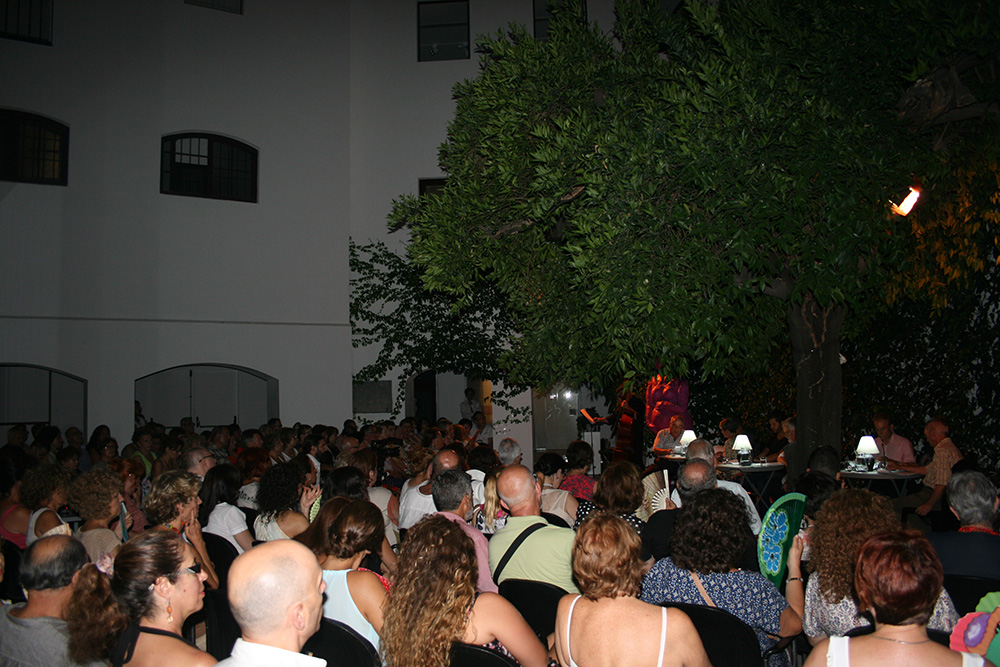
Стихи и песни в летние ночи, цикл поэзии

## Выставки

### Работы Хорхе Рандо
Выставочные залы принимают работы Хорхе Рандо, которые находятся в постоянном движении, представляя разные тематические циклы артиста для сопровождения выставочных работ.

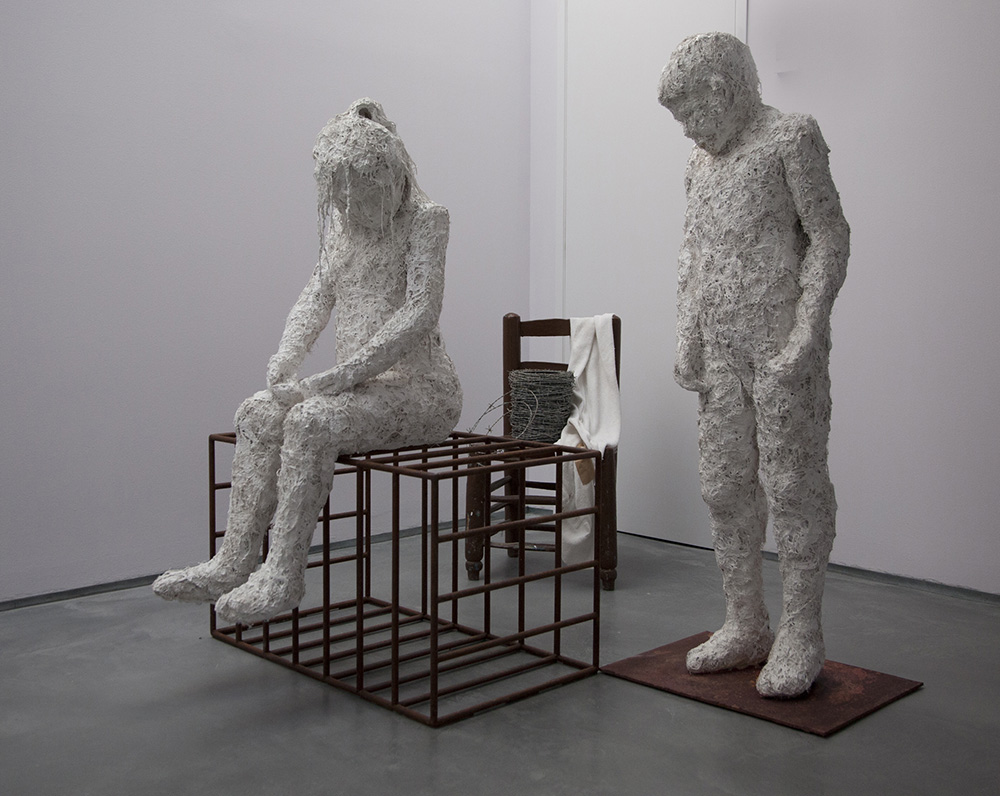
Скульптура с названием «Дети» из цикла «Проституция»

### Временные выставки
Временные выставки принимают работы национальных и зарубежных художников, связанных с экспрессионизмом или неоэкспрессионизмом. В первом году музей принял пробу рисунков Кете Кольвиц и 14 декабря 2015 открылась первая экспозиция немецкого скульптора Эрнста Барлаха в Испании.

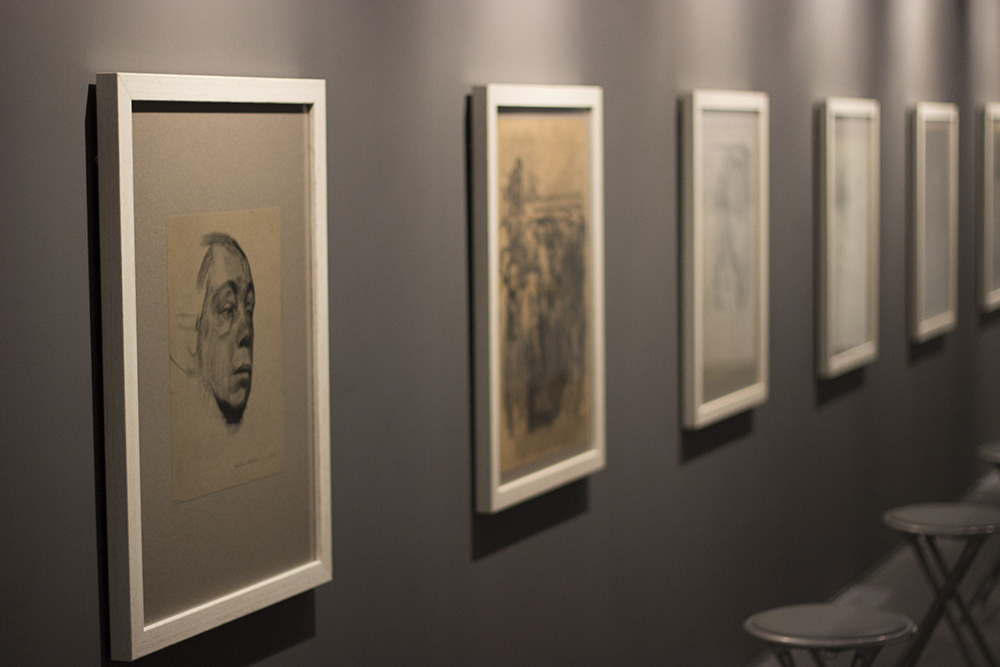
Временная экспозиция работ Кете Кольвиц

## Зал искусства
Этот музей хочет быть залом искусства (La Sala de Estar del Arte). В течение целого года проходят презентации разных артистических дисциплин. Цвет звука- это цикл посвящён музыке. Свет и тени — представление кино и бесед. «El Gabinet» — цикл связанный с литературой и театром. Искусство- цикл, в котором проводятся собеседования об искусстве и артистических встречах. Цикл «Что происходит», который координирует Катедраль ЮНЕСКО Университета Малаги.

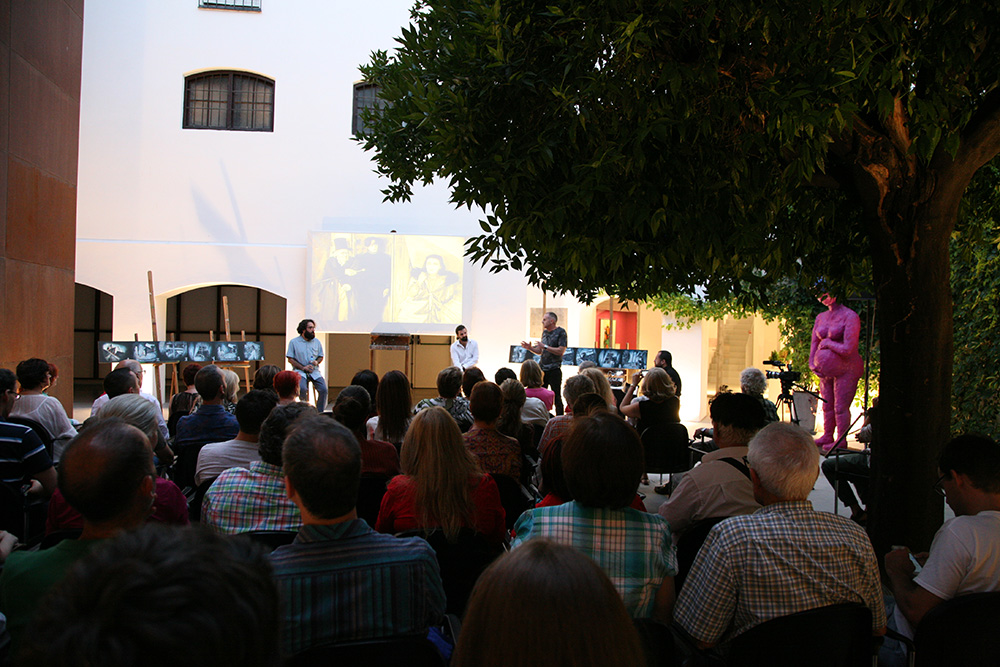
Изображение из цикла кино «Свет и тени»

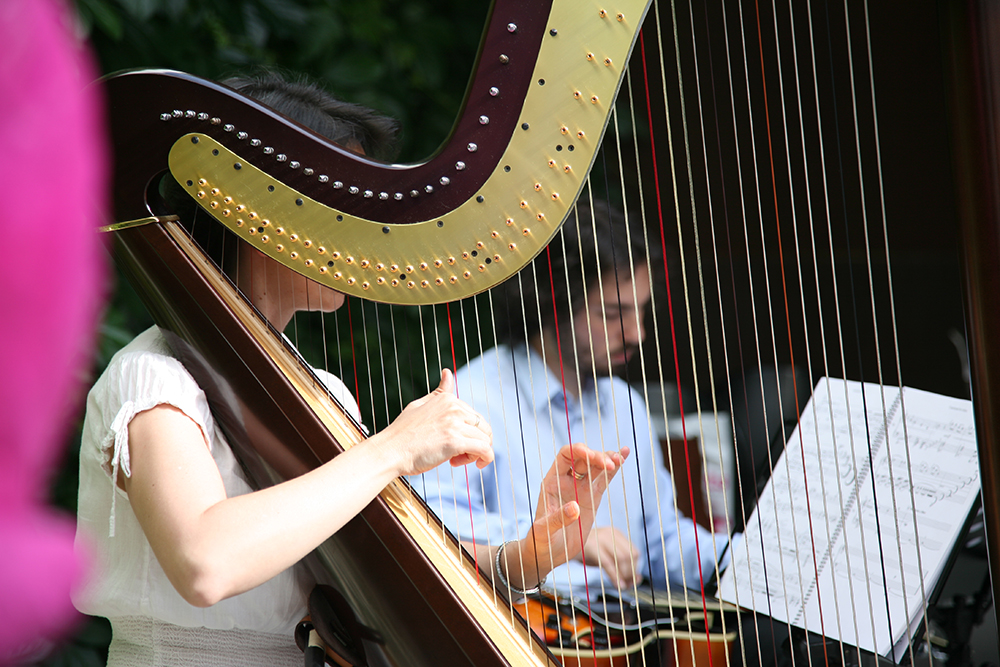
Цикл музыки «Цвет звука»

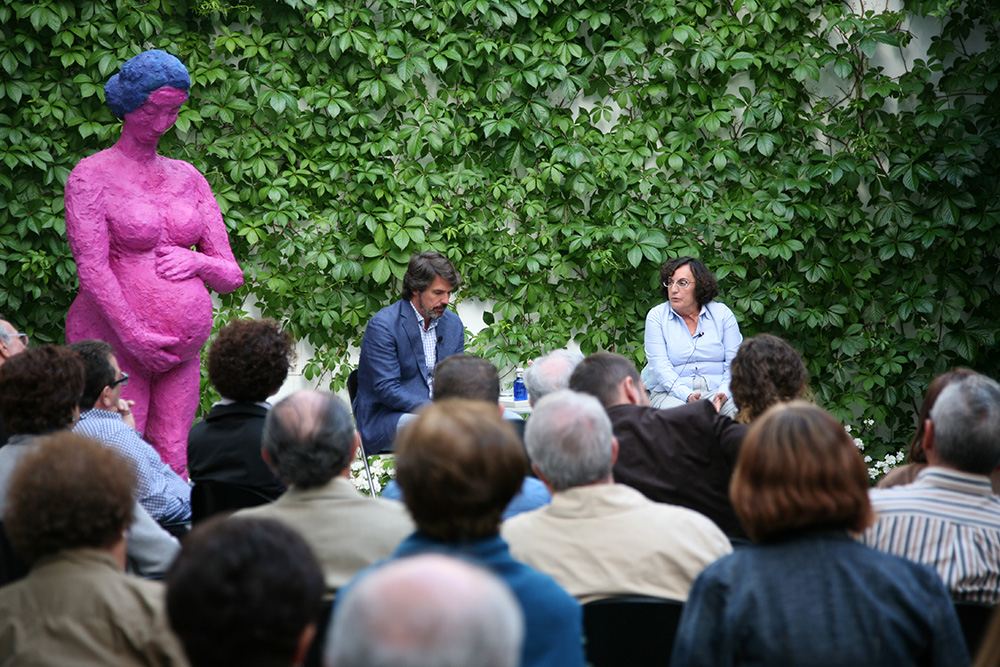
«Что происходит» цикл бесед про современные темы

## Посещение и обучение
Музей предлагает экскурсии без резервирования и при минимальном количестве людей. Визиты проводятся историками искусства, которые стремятся к взаимному обмену впечатлений, превращая каждый визит в раскрытие тайн и обогащение наших знаний.

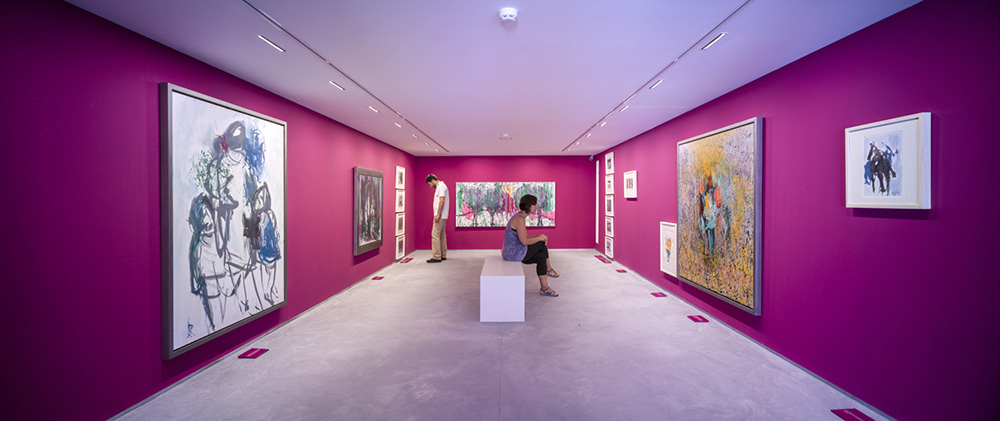
Зал № 3 музея Хорхе Рандо

Также проводятся персональные экскурсии коллективам и группам с специальными потребностями и учебные программы, приближая посетителей к Экспрессионизму и к Неоэкспрессионизму. Также предлагается генеральная панорама современного искусства ученикам, ателье и стол обсуждений.

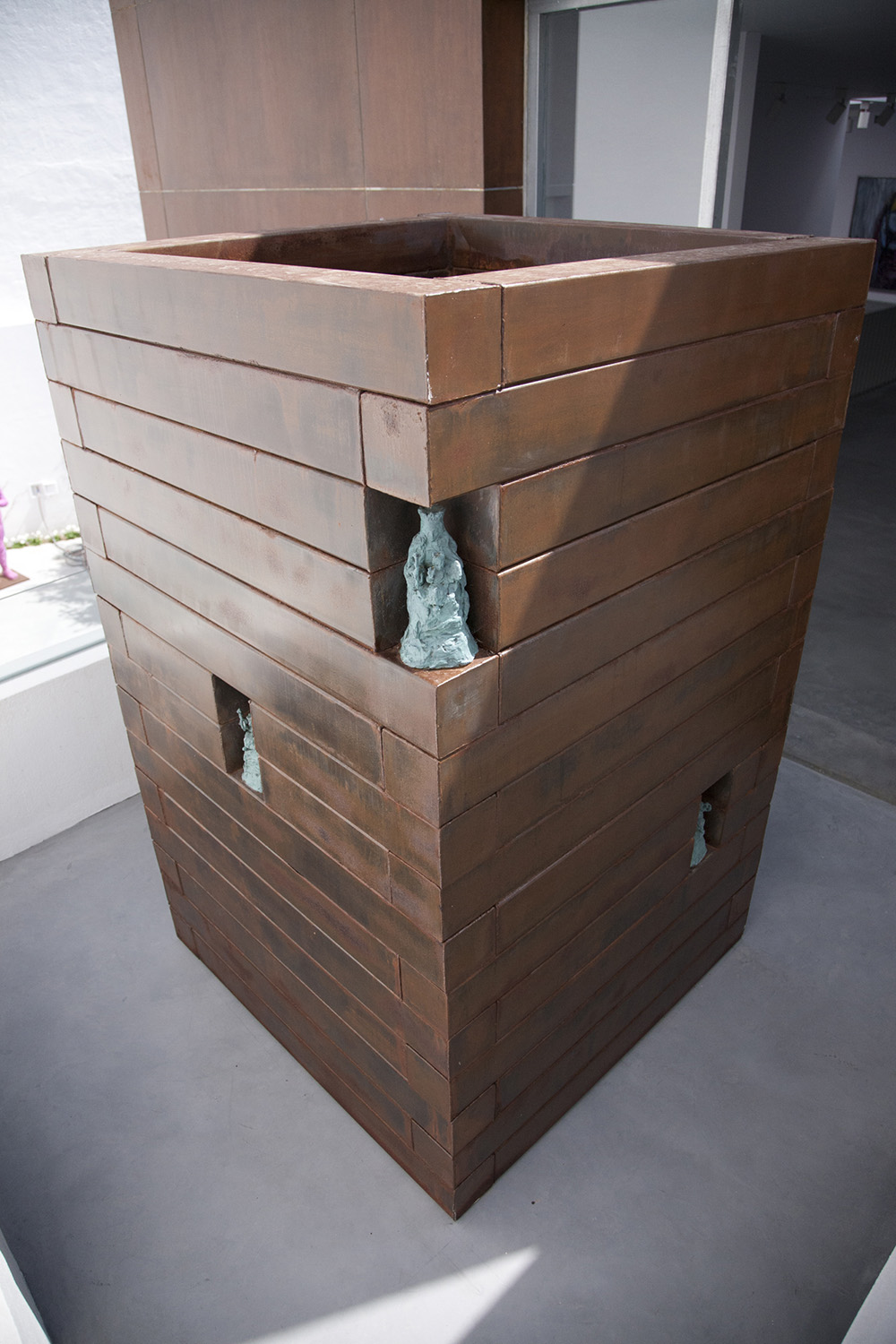
Скульптура с 6-ю капеллами в честь Святой Виктории

## Здание
Музей Хорхе Рандо находится около монастыря Мерседарии на улице Круз дель Молинийо в Малаге. Здание построено по дизайну архитектора Дона Мануеля Ривера Валентина (1878) и считается эмблематическим зданием. Во внутреннем дворе находится интересный экземпляр мандаринового дерева, посаженный почти 140 лет назад основательницей монастыря.
Работы адаптирования части монастыря для превращения в музей начались за счёт Мэрии Малаги в 2011 году и закончились весной 2014 года архитектором Дон Хосе Антонио Гонзалез Варгаз. Жёсткость искусства экспрессионизма не могла найти лучшего места для своего расположения, чем эта духовная окружность.

## Установка
Музей Хорхе Рандо совмещает в его конструкции старый кирпич монастыря с новыми инновациями бетона и пережжённой стали. В этой синергии смешивается духовность и спокойствие монастыря с жёсткостью искусства экспрессионизма.
Выставочное пространство состоит из четырёх залов с натуральным освещением. Светлые залы с натуральным освещением- это один из символов конструкции. Также в музее располагается библиотека, внутренний двор и ателье. Ателье — пространство, посвящённое для творческой живописи, которое можно посещать и обмениваться мнениями о культуре и искусства.

## Управление
Управление, администрация и все занятия музея (выставки, конференции, связанные с искусством и с эстетикой экспрессионизма, кружки и семинары) находятся на попечении Фонда Хорхе Рандо.

## Другие изображения музея Хорхе Рандо

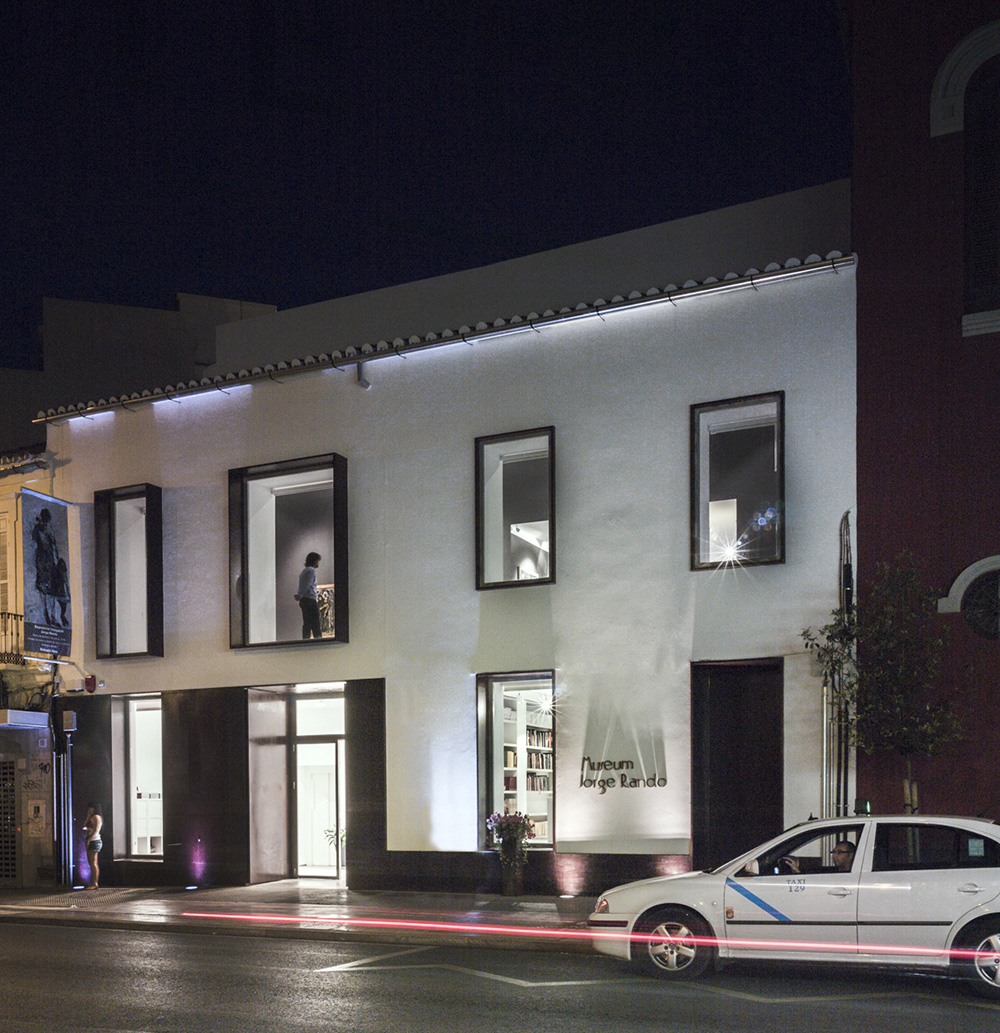
Ночная Фотография фасада музея.
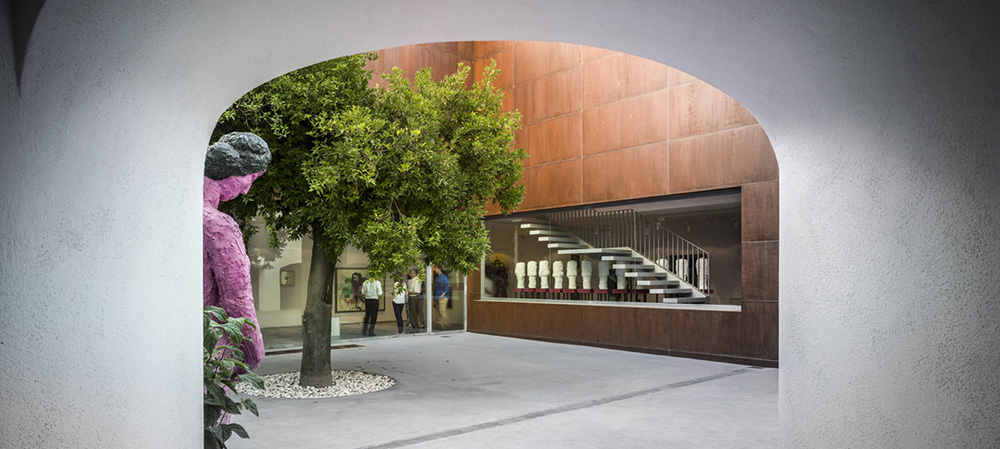
Изображение внутреннего двора.
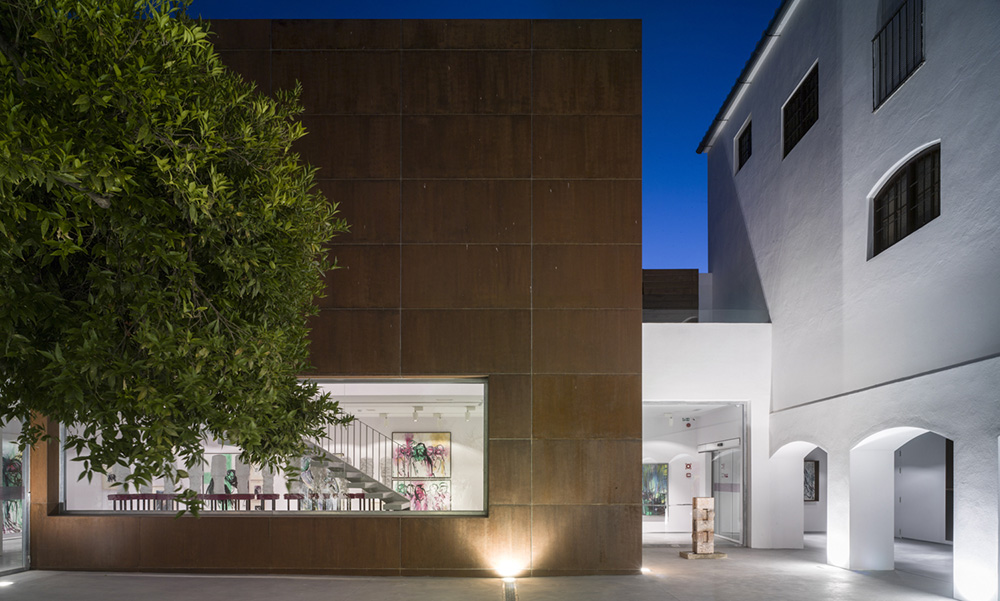
Ночной обзор внутреннего двора.
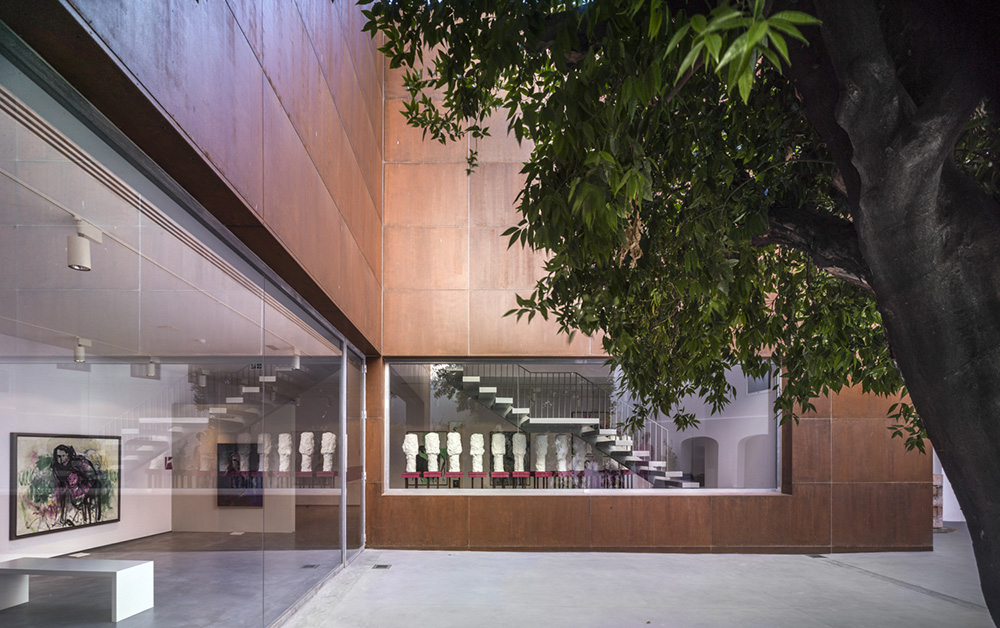
Внешний вид зала №2.
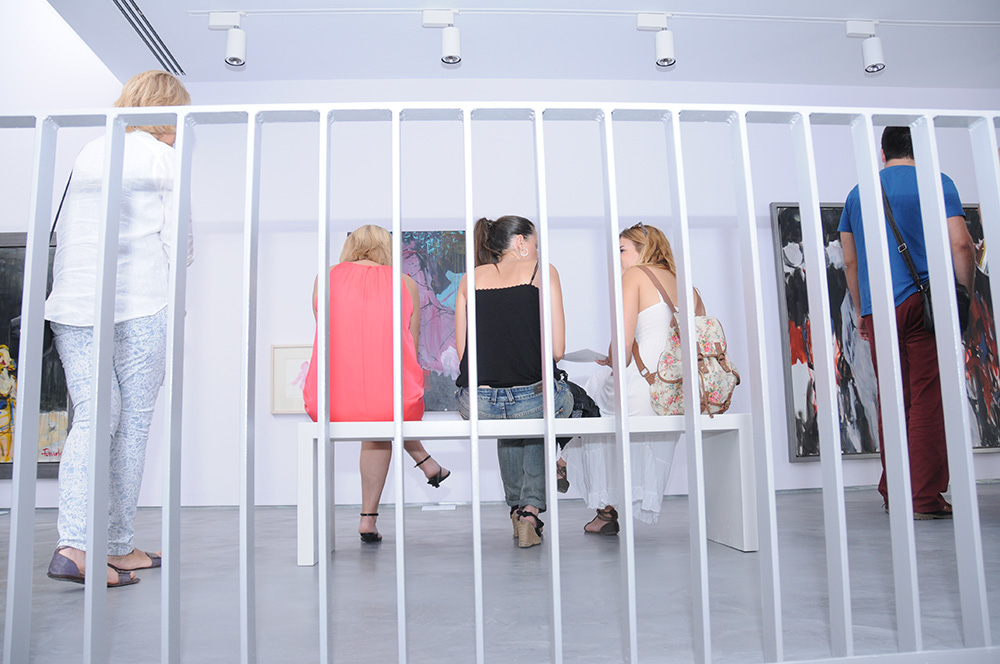
Изображение зала №1.
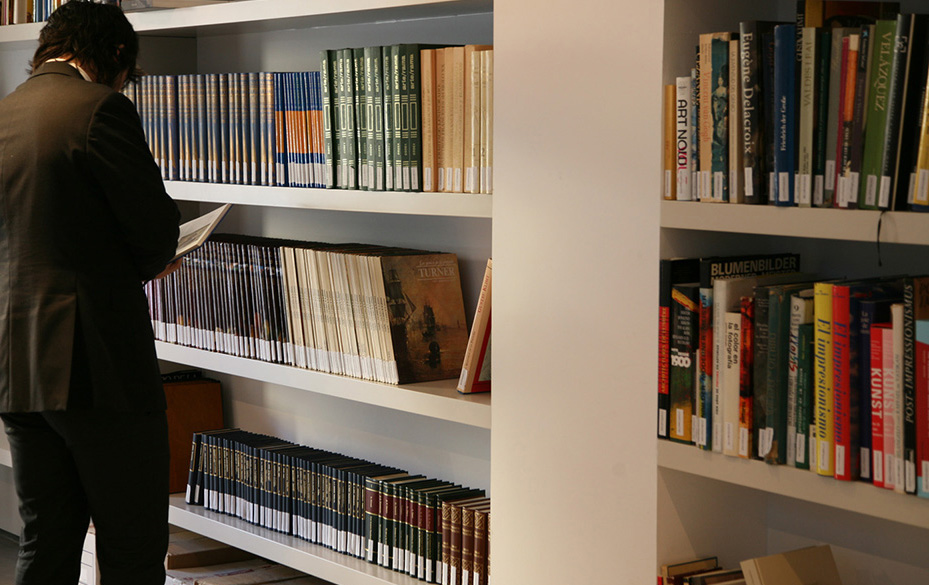
Библиотека.
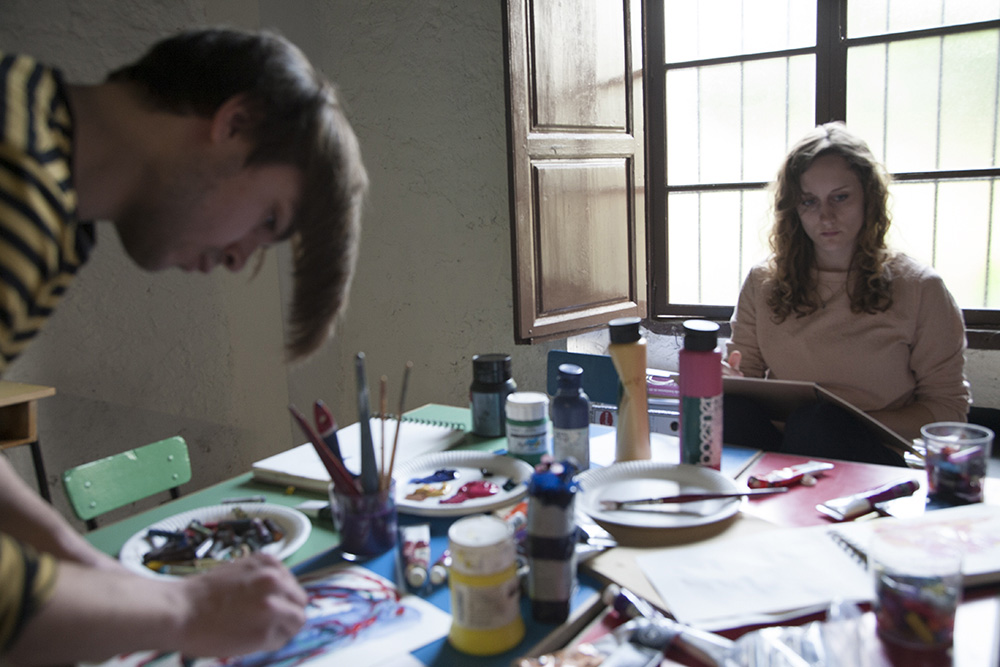
Изображение ателье

## Внешние ссылки
- Museum Jorge Rando Официальный веб-сайт музея Хорхе Рандо.
- Publicación Diario Sur El Museum Jorge Rando abre el telón.
- Publicación periódico el Mundo Itinerarios por el expresionismo.
- Publicación la Opinión El Museum Jorge Rando ya es una realidad.
- Publicación la Vanguardia Un centenar de obras de pintura y escultura inauguran el Museo Jorge Rando en la capital.
- Agencia EFE Jorge Rando abre su museo como «sala de estar» consagrada al expresionismo.
- Agencia Europapress Un centenar de obras de pintura y escultura inauguran el Museo Jorge Rando en la capital
- Sur deutsche Museum Rando wird im Pimpi vorgestellt
- Sur deutsche Museum Jorge Rando veranstaltet einen Käthe-Kollwitz-Monat
- Sur deutsche Käthe Kollwitz weckt die Neugier der Malagueños
- Sur deutsche Museum Rando veranstaltet Musik-Samstage
- laopiniondemálaga.es Mandarino político
- teinteresa.es Архивная копия от 16 апреля 2017 на Wayback Machine Foto 1 de El Museum Jorge Rando traerá por primera vez a España una exposición de Ernst Barlach
- 20minutos.es La Cátedra Unesco de Comunicación organiza en la capital un ciclo de debates sobre la actualidad de España
- euromundoglobal.com «Horizontes Verticales», exposición en el Museum Jorge Rando de Málaga
- asociacionesenred.com Por primera vez una universidad y un museo colaboran internacionalmente
- infomalaga.com Exposición "Horizontes Verticales´´ Museum Jorge Rando
- diariosur.es Desaprendizajes
- eleconomista.es La relación de Jorge Rando con la naturaleza protagoniza una nueva muestra temporal en su museo
- europapress.es Foro FITUR en Museum Jorge Rando
- costanachrichten.com Kunst voller Emotionen
- infoenpunto.com Dibujos de Käthe Kollwitz en la primera exposición temporal de la Fundación Rando de Málaga
- malakao.es Begegnung. Encuentro Käthe Kollwitz — Jorge Rando
- laopiniondemálaga.es Un diálogo de autores en el Museo Rando
- surinenglish.com Culture seekers in Malaga
- diocesismalaga.es Visitas que sorprenden en el Museo Jorge Rando
- noticieroindustrial.com Jorge Rando abre su museo como «sala de estar» consagrada al expresionismo
- odisur.es Jorge Rando, un museo sensible con la discapacidad
- noticias21.es Una revista alemana ensalza Málaga e insta a visitar el Museo Jorge Rando
- sevilla.abc.es Septiembe mantiene viva la oferta cultural en Málaga
- malagafilmoffice.com El Museum Jorge Rando, nueva localización para rodar en Málaga
- alhaurin.com La Sala de estar del Arte en Málaga
- slideshare.net Ayuntamiento y Fundación Jorge Rando recuperan el edificio anexo al Convento de las Mercedarias que abre como museo y revitaliza el barrio de la Goleta
- lamiradaactual.blogspot.com Ayuntamiento y Fundación Jorge Rando recuperan el edificio anexo al Convento de las Mercedarias que abre como museo y revitaliza el barrio de la Goleta
- elconfidencial.com Jorge Rando abre su museo como «sala de estar» consagrada al expresionismo
- ideal.es Jorge Rando abre su museo como «sala de estar» consagrada al expresionismo
- elEconomista.es Jorge Rando abre su museo como «sala de estar» consagrada al expresionismo
- elmundo.es Itinerarios por el expresionismo y las pasiones del pintor Jorge Rando
- diariosur.es El Museo Jorge Rando entra en capilla